# Dno

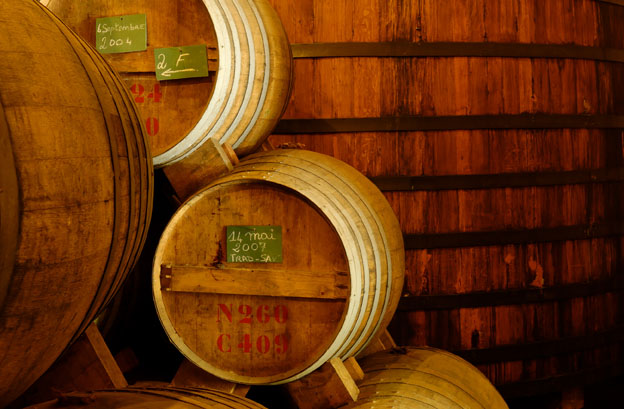
Dno sudu

Dno je spodní, obvykle vodorovná stěna nádoby, sudu, krabice a podobně. V tomto specifickém významu nemá jednoznačný ekvivalent v germánských aj. jazycích, kde se užívají slova s širším významem (angl. bottom, něm. Boden).

## Metaforické významy
Vlastní význam se rozšířil na mořské dno, dno řeky, rybníka, studny, bazénu a podobně. V běžné řeči se užívají i další metafory:
- vypít sklenici až na dno nebo až do dna znamená úplně, beze zbytku.
- vypít pohár (kalich) hořkosti až do dna znamená prožít úplný neúspěch či zklamání .
- být na dně znamená být bez prostředků a bez vyhlídek, v neřešitelné osobní situaci.
- být na dně ve společnosti znamená být úplně dole, odkud se už nedá hlouběji klesnout.
- odrazit se ode dna znamená dosáhnout nějakého minima, kde se pokles zastavil, případně zahájit růst či vzestup

Odtud také slovo bezedný (stč. bezdna, propast), tj. schopný pohltit libovolné množství tekutiny, peněz a pod.
Zdrobnělina dýnko se užívá také pro plochou, vyztuženou část policejní, důstojnické čepice atd.
Se slovem dno souvisejí i odvozeniny jako oddenek.